# Walter Bruno Henning
Walter Bruno Henning (26 août 1908 - 8 janvier 1967) est un spécialiste allemand des langues et de la littérature de l'Iran, en particulier du corpus découvert par les expéditions Turpan du début du XXe siècle.

## Biographie
Walter Henning est né dans l'ancienne ville fortifiée de Ragnit, en Prusse orientale (aujourd'hui Neman, en Russie), mais grandit à Köslin en Poméranie sur la mer Baltique.
Henning fréquente d'abord l'Université de Göttingen pour étudier les mathématiques, et bien qu'il choisisse bientôt d'étudier les Langues iraniennes à la place, il conserve un intérêt pour les mathématiques pour le reste de sa vie.
À Göttingen, Henning est - avec Paul Thieme, Walther Hinz, Kaj Barr et Hans Jakob Polotsky - parmi le dernier groupe d'étudiants de Friedrich Carl Andreas, président de la faculté des langues d'Asie occidentale (allemand : Lehrstuhl für Westasiatische Sprachen), autorité reconnue sur la littérature iranienne moyenne et initiateur de l'analyse des manuscrits de Turfan.
En 1931, Henning reçoit un doctorat summa cum laude pour son étude du verbe moyen iranien tel qu'il apparaît dans la collection Turfan. Puis, en 1932, l'Académie royale des sciences de Prusse nomme Henning rédacteur en chef des manuscrits manichéens de cette collection. À cette occasion, Henning se déplace à Berlin.
Entre 1932 et 1936, Henning termine plusieurs études commencées par Friedrich Carl Andreas. Leurs résultats sont publiés en 3 volumes : Mitteliranische Manichaica aus Chinesisch-Türkestan.
Indépendamment d'Andreas, Henning publie Ein manichäisches Bet-und Beichtbuch, première publication majeure de textes difficiles en langue sogdienne. Au cours de la même période, Henning apporte également plusieurs contributions importantes à la compréhension de l'histoire du manichéisme.
À Berlin, Henning se fiance à Maria Polotzky, la sœur de Hans Jakob Polotzky, son collègue de l'époque étudiante. Le mariage entre non-juifs et juifs étant dangereux dans l'Allemagne nazie il part à Londres. Pour cela, il accepte, en 1936, une invitation afin de succéder à Harold Walter Bailey en tant que conférencier de la communauté Parsi en études iraniennes à la School of Oriental Studies de Londres. Avec l'autorisation de l'Académie prussienne, Henning y poursuit ses recherches en utilisant des photographies des manuscrits de Turfan. Puis, il épouse Maria en 1937 à Londres.

## Sources
- (en) Cet article est partiellement ou en totalité issu de l’article de Wikipédia en anglais intitulé « Walter Bruno Henning » (voir la liste des auteurs).